# J.League Division 2 2006
Die J.League Division 2 2006 war die achte Spielzeit der japanischen J.League Division 2. An ihr nahmen dreizehn Vereine teil. Die Saison begann am 4. März und endete am 2. Dezember 2006, die Relegationsspiele mit dem Tabellensechzehnten der Division 1 2006 wurden am 6. und 9. Dezember ausgetragen.
Meister und damit Aufsteiger in die J.League Division 1 2007 wurde Yokohama FC. Neben Yokohama stiegen auch der Vizemeister Kashiwa Reysol sowie der Drittplatzierte Vissel Kōbe auf, Kōbe setzte sich hierbei in der Relegation in zwei Spielen über Avispa Fukuoka durch.

## Modus
Die Saison wurde in einem doppelten Doppelrundenturnier ausgetragen, die Vereine spielten demnach viermal gegeneinander, zweimal zuhause und zweimal auswärts; durch die Aufstockung des Teilnehmerfeldes auf 13 Vereine ergaben sich somit insgesamt 48 Partien pro Mannschaft. Für einen Sieg gab es drei Punkte, bei einem Unentschieden einen Zähler. Die Tabelle wurde also nach den folgenden Kriterien erstellt:
1. Anzahl der erzielten Punkte
2. Tordifferenz
3. Erzielte Tore
4. Ergebnisse der Spiele untereinander
5. Entscheidungsspiel oder Münzwurf

Die beiden Vereine mit den meisten Punkten stiegen am Ende der Saison in die J.League Division 1 2007 auf. Der Tabellendritte spielte mit dem Tabellensechzehnten der J.League Division 1 2006 in Hin- und Rückspiel um einen weiteren Platz in der Division 1. Bei Torgleichheit nach Ende dieser zwei Spiele kam die Auswärtstorregel zur Anwendung; sollte auch diese keine Entscheidung bringen, wurde eine Verlängerung sowie nötigenfalls ein Elfmeterschießen durchgeführt.

## Teilnehmer
Insgesamt nahmen dreizehn Mannschaften an der Spielzeit teil, eine mehr als im Jahr zuvor. Hierbei stiegen am Ende der Vorsaison drei Vereine in die Division 1 2006 auf. Meister Kyōto Purple Sanga beendete eine zweijährige Ligazugehörigkeit mit dem zweiten Aufstieg in die Division 1. Vizemeister Avispa Fukuoka schaffte nach vier Jahren die Rückkehr in die J1, nachdem das Team im Jahr zuvor noch in der Relegation gescheitert war. In eben jenen Qualifikationsspielen für Japans höchste Spielklasse setzte sich der Drittplatzierte Ventforet Kofu gegen den Division 1-Sechzehnten Kashiwa Reysol vor allem dank seines Stürmers Baré durch, der mit seinen insgesamt sieben Toren in beiden Spielen, davon sechs allein im Rückspiel, quasi im Alleingang für die erste Teilnahme Ventforets auf der höchsten Stufe der Ligenpyramide nach zwölf Jahren zweiter Liga (davon die ersten fünf als Mitglied der Japan Football League) verantwortlich war.
Neben Kashiwa, das nach elf Jahren auf die zweite Leistungsstufe zurückkehrte, stiegen zwei weitere Vereine ab, die wie die Reysol zuvor längere Zeit in der Erstklassigkeit verbracht hatten. Zum ersten Mal seit der Saison 1977 musste hierbei Tokyo Verdy 1969, als Verdy Kawasaki erster Titelträger der J.League, zurück in Liga 2; bedingt durch den Sieg im Kaiserpokal 2004 war der Tabellenvorletzte der J1 2005 jedoch als erster Zweitligist der Geschichte in der AFC Champions League 2006 startberechtigt. Auch Division 1-Schlusslicht Vissel Kōbe spielte vor seinem Abstieg neun Jahre lang auf höchstem Niveau, die Japan Football League 1996 war die letzte Zweitliga-Saison des Vereins.
Als neuen Verein nahm die Liga den Ehime FC auf. Die in der Präfekturhauptstadt Matsuyama beheimatete Mannschaft wurde Meister der Japan Football League 2005 und war der erste Verein der zweiten Generation von J.League-Mitgliedern, die während der Gründung der Liga in den 1990er Jahren noch in den Amateurligen spielten.
| Verein            | Stadt/Region         | Stadion                                     |
| ----------------- | -------------------- | ------------------------------------------- |
| Consadole Sapporo | Sapporo, Hokkaidō    | Sapporo Dome und Sapporo Atsubetsu Stadium1 |
| Ehime FC          | Matsuyama, Ehime     | Ehime Matsuyama Athletic Stadium            |
| Kashiwa Reysol    | Kashiwa, Chiba       | Kashiwa Soccer Stadium2                     |
| Mito HollyHock    | Mito, Ibaraki        | Kasamatsu Stadium3                          |
| Montedio Yamagata | Yamagata, Yamagata   | Yamagata Park Stadium                       |
| Sagan Tosu        | Tosu, Saga           | Tosu Stadium4                               |
| Shonan Bellmare   | Hiratsuka, Kanagawa  | Hiratsuka Athletic Stadium                  |
| Thespa Kusatsu    | Kusatsu, Gunma       | Gunma Shikishima Athletic Stadium5          |
| Tokushima Vortis  | Tokushima, Tokushima | Naruto Athletic Park Stadium6               |
| Tokyo Verdy 1969  | Tokio                | Ajinomoto Stadium und Olympiastadion7       |
| Vegalta Sendai    | Sendai, Miyagi       | Sendai Stadium                              |
| Vissel Kōbe       | Kōbe, Hyōgo          | Kobe Wing Stadium8                          |
| Yokohama FC       | Yokohama, Kanagawa   | Mitsuzawa Football Stadium9                 |

Bemerkungen
1. Consadole Sapporo trug je elf Heimspiele im Sapporo Dome und im Sapporo Atsubetsu Stadium aus. Zusätzlich dazu fanden je ein Heimspiel im Muroran Irie Stadium in Muroran, Hokkaidō und im Hakodate Chiyogaidai Park Athletic Stadium in Hakodate, Hokkaidō aus.[2]
2. Kashiwa Reysol trug drei Heimspiele im Kashiwanoha Park Stadium in Kashiwa aus.[3]
3. Mito HollyHock trug je ein Heimspiel im Hitachinaka City Stadium in Hitachinaka, Ibaraki und im Mito Stadium in Mito aus.[4]
4. Sagan Tosu trug zwei Heimspiele im Saga Athletic Stadium in Saga, Saga aus.[5]
5. Thespa Kusatsu trug je ein Heimspiel im Kumagaya Athletic Stadium in Kumagaya, Saitama und im Matsumotodaira Football Stadium in Matsumoto, Nagano aus.[6]
6. Tokushima Vortis trug ein Heimspiel im Kōchi Haruno Athletic Stadium in Haruno, Kōchi aus.[7]
7. Tokyo Verdy 1969 trug elf Heimspiele im Ajinomoto Stadium und neun Heimspiele im Olympiastadion aus, zusätzlich fanden drei Heimspiele im Nishigaoka Soccer Stadium und ein Heimspiel im Komazawa Olympic Park Stadium statt.[8]
8. Vissel Kōbe trug zwei Heimspiele im Kobe Universiade Memorial Stadium und ein Spiel im Miki Athletic Stadium in Miki, Hyōgo aus.[9]
9. Yokohama FC trug zwei Heimspiele im Olympiastadion in Tokio und ein Heimspiel im Nissan Stadium aus.[10]

## Trainer
| Verein            | Cheftrainer                     |
| ----------------- | ------------------------------- |
| Consadole Sapporo | Masaaki Yanagishita             |
| Vegalta Sendai    | Joel Santana                    |
| Montedio Yamagata | Yasuhiro Higuchi                |
| Mito HollyHock    | Hideki Maeda                    |
| Thespa Kusatsu    | Shigeharu Ueki                  |
| Kashiwa Reysol    | Nobuhiro Ishizaki               |
| Tokyo Verdy 1969  | Ruy Ramos                       |
| Yokohama FC       | Yūsuke Adachi → Takuya Takagi   |
| Shonan Bellmare   | Eiji Ueda → Masaaki Kanno       |
| Vissel Kobe       | Stuart Baxter → Hiroshi Matsuda |
| Tokushima Vortis  | Shinji Tanaka → Yutaka Azuma    |
| Ehime FC          | Kazuhito Mochizuki              |
| Sagan Tosu        | Ikuo Matsumoto                  |

## Spieler
| Verein            | Spieler |
| ----------------- | --- |
| Consadole Sapporo | Takuto Hayashi (38/0), Junji Nishizawa (10/0), Yūshi Soda (35/1), Tomohiko Ikeuchi (22/3), Hiroyuki Nishijima (25/1), Tomohiro Wanami (21/0), Makoto Sunakawa (43/7), Kengo Ishii (37/9), Hulk (38/25), Shin’ya Aikawa (35/9), Genki Nakayama (23/4), Tomoki Suzuki (31/2), Ken’ichi Kaga (44/4), Shinji Ōtsuka (39/2), Tomoaki Seino (3/0), Hironobu Haga (46/0), Takamichi Seki (29/1), Kazumasa Uesato (22/1), Yūki Kaneko (19/0), Kentarō Kawasaki (4/0), Takahito Chiba (18/0), Seiya Fujita (30/0), Toshiyasu Takahara (4/0), Masaya Nishitani (39/5), Sebastian (1/0), Yūya Satō (6/0) |
| Vegalta Sendai    | Kiyomitsu Kobari (23/0), Kōsuke Kitani (45/0), Kōdai Watanabe (11/0), Hiroyuki Shirai (19/0), Shōhei Ikeda (22/0), Shingo Kumabayashi (41/2), Naoki Chiba (44/2), Lopes (45/14), Borges (41/26), Ryang Yong-gi (42/4), Thiago Neves (35/8), Yūki Nakashima (24/5), Yōsuke Nakata (31/0), Keita Isozaki (42/1), Hiroki Bandai (17/2), Jun Muramatsu (1/0), Kunimitsu Sekiguchi (21/2), Daijirō Takakuwa (25/0), Kōya Shimizu (2/0), Katsutomo Ōshiba (14/1), Naoki Sugai (37/7), Kazuhiro Murakami (28/1), Shingo Tomita (16/0), Yoshiaki Maruyama (9/0), Jun’ya Hosokawa (2/0) |
| Montedio Yamagata | Shigeru Sakurai (5/0), Masayuki Ōta (3/0), Leonardo (45/5), Shōgo Kobara (43/4), Takumi Watanabe (39/0), Hayato Sasaki (43/4), Kenji Takahashi (23/0), Atsushi Nagai (42/1), Leandro (40/23), Takumi Motohashi (17/1), Ryūta Hara (27/5), Toshihiko Uchiyama (34/3), Kōhei Hayashi (34/6), Ryōji Ujihara (23/2), Kōhei Usui (44/1), Makoto Kimura (30/1), Yūki Takabayashi (8/0), Masaru Akiba (30/2), Ryōsuke Nemoto (18/3), Kenta Shimizu (43/0), Yūtarō Abe (8/0), Shōgo Sakai (1/0), Kenta Kifuji (10/0), Nobuyuki Zaizen (35/4), Kazuya Maeda (9/0), Katsuyuki Miyazawa (12/2) |
| Mito HollyHock    | Kōji Homma (13/0), Keisuke Mori (12/0), Daishi Hiramatsu (13/0), Jungo Kōno (40/2), Yū Tokisaki (31/1), Shōhei Ogura (30/1), Kenji Hada (27/0), Yūsuke Gondō (27/0), Anderson (43/17), Kim Dong-chan (1/0), Shōgo Shiozawa (24/1), Takuya Shiihara (41/2), Takafumi Yoshimoto (32/5), Masateru Akita (14/0), Kim Ki-su (19/1), Kōhei Nishino (35/8), Takashi Kuramoto (33/0), Hiroyuki Takeda (35/0), Takeshi Kuwahara (32/3), Yūki Okamoto (15/0), Shūta Takahashi (18/1), Yoshikazu Suzuki (9/0), Yūya Iwadate (17/1), Manabu Watanabe (1/0), Kazuhiko Shingyōji (32/2), Marquinho (21/0), Masashi Ōwada (38/2) |
| Thespa Kusatsu    | Takahiro Takagi (48/0), Masahiro Momitani (7/0), Mitsumasa Yoda (14/0), Ryū Saitō (42/1), Chika (36/6), Nobuhito Toriizuka (42/0), Sōtarō Sada (45/4), Keishi Ōtani (4/0), Yasunori Takada (47/12), Yūsuke Shimada (46/9), Takeshi Terada (26/0), Wataru Yamazaki (37/4), Masami Satō (27/2), Yoshiki Nakai (36/2), Yōji Sakai (5/0), Kei Omoto (30/1), Kazuki Sakurada (14/0), Ryō Gotō (19/1), Atsushi Yoshimoto (36/6), Keisuke Ōta (38/4), Jun Tanaka (20/0), Hitoyoshi Satomi (8/0), Marlon (3/0), Tadahiro Akiba (11/0) |
| Kashiwa Reysol    | Yūta Minami (45/0), Ryō Kobayashi (44/4), Naoya Kondō (3/0), Sōta Nakazawa (2/0), Yūsuke Nakatani (4/0), Hidekazu Ōtani (29/1), Ricardinho (32/8), Yoshiteru Yamashita (5/0), Franca (28/4), Diego (43/21), Yūzō Kobayashi (41/1), Masayuki Ochiai (13/0), Haruki Seto (6/0), Erikson Noguchipinto (1/0), Shunta Nagai (19/0), Iwao Yamane (45/2), Yūji Unozawa (16/0), Lee Chun-son (31/8), Tatsuya Suzuki (33/5), Yōhei Kurakawa (16/2), Tomonori Hirayama (33/3), Hideaki Kitajima (24/7), Naoki Ishikawa (15/2), Jun Yanagisawa (1/0), Tatsuya Yazawa (32/2), Yū Hasegawa (1/0), Yasuki Ishidate (4/0), Shin’ya Katō (2/0), Kazunari Okayama (45/10), Shōta Suzuki (9/1), Doumbia (6/0), Jirō Kamata (15/0), Yukihiko Satō (19/2)                                                                                            |
| Tokyo Verdy 1969  | Hiroki Mizuhara (8/0), Shigenori Hagimura (29/1), Taisei Fujita (26/0), Kenta Togawa (31/1), Dedimar (8/0), Ze Luis (15/3), Tomo Sugawara (32/0), Masahiro Ōhashi (24/3), Hideki Nagai (29/1), Basilio (18/7), Anailson (19/0), Marcus (25/5), Harutaka Ōno (21/3), Masayuki Yanagisawa (5/0), Seitarō Tomisawa (18/3), Shin Kanazawa (30/0), Kazunori Iio (9/1), Takayuki Morimoto (6/0), Silva (18/9), Ken’ichi Uemura (1/0), Nozomi Hiroyama (27/4), Yoshinari Takagi (40/1), Tetsuhiro Kina (16/0), Shingo Nejime (27/0), Kōji Matsuura (2/0), Kazuki Hiramoto (40/15), Yukihiro Aoba (14/2), Yūgo Ichiyanagi (13/0), Masatomo Kuba (22/1), Yūhei Ono (1/0), Kōhei Kiyama (1/0), Masaki Saitō (29/7), Ryō Nurishi (2/0), Rick (3/0), Satoshi Nagano (7/0), Kōjirō Kaimoto (26/1), Tatsuya Ishikawa (21/1), Masaki Iida (2/0) |
| Yokohama FC       | Tomonobu Hayakawa (39/3), Tweed (13/2), Choi Sung-yong (22/0), Ichiei Muroi (8/0), Motohiro Yamaguchi (46/0), Izaias (2/0), Alemao (24/18), Augusto (34/6), Shōji Jō (43/12), Tomoya Uchida (46/3), Kazuyoshi Miura (39/6), Chong Yong-de (44/2), Tomoyuki Yoshino (25/0), Yōhei Sakai (11/0), Tsuyoshi Yoshitake (26/2), Tomotaka Kitamura (32/2), Tomoyoshi Ono (44/0), Hiroyuki Kobayashi (16/0), Hideaki Tominaga (15/0), Takanori Sugeno (48/0), Kazuya Iwakura (7/0), Yōichi Akiba (4/0), Hiromasa Kanazawa (1/0), Kōsuke Ōta (1/0), Takanori Nakajima (28/0), Kunihiko Takizawa (21/2), Norio Omura (15/1), Hiroaki Namba (1/1) |
| Shonan Bellmare   | Tomohiko Itō (30/0), Shinji Jōjō (19/0), Yūzō Tamura (34/0), Yūsuke Murayama (21/0), Nivaldo (35/1), Daisuke Tonoike (14/1), Yūsuke Satō (45/9), Kōji Sakamoto (39/1), Naoya Umeda (7/1), Adiel (42/12), Fabio (15/3), Flavio (11/1), Takayoshi Toda (9/0), Genki Nagasato (26/3), Yoshio Kitajima (17/1), Hiroki Kobayashi (10/0), Tatsuyuki Tomiyama (23/0), Masahiro Ikeda (3/0), Naoki Ishihara (29/9), Kōsuke Yoshii (2/0), Hiroyuki Omata (47/0), Takatoshi Matsumoto (31/1), Keisuke Moriya (5/0), Nozomu Katō (42/6), Kei Uemura (9/0), Toshitaka Tsurumi (5/0), Kōsuke Nakamachi (34/1), Satoshi Yokoyama (36/8), Kōsuke Suda (18/0), Amarildo (3/0) |
| Vissel Kobe       | Seiji Honda (1/0), Teruaki Kobayashi (8/0), Shūsuke Tsubouchi (46/1), Kunie Kitamoto (43/5), Hiroyuki Kōmoto (23/5), Nobuki Hara (4/0), Park Kang-jo (43/10), Keisuke Kurihara (45/12), Baron (10/0), Leandro (1/0), Horvy (22/3), Hiroto Mogi (37/0), Tomoyuki Hirase (30/3), Emerson Thome (31/0), Tomoaki Komorida (23/0), Atsuhiro Miura (46/15), Hideo Tanaka (37/7), Yūsuke Kondō (42/10), Ryūhei Niwa (40/1), Shō Kitano (1/0), Kazutaka Murase (15/1), Kenta Tokushige (3/0), Masaki Yanagawa (28/1), Kōta Ogi (45/0), Akihiro Endō (1/0), Kim Tae-yeon (5/0), Gabriel (9/1), Kōji Arimura (4/0) |
| Tokushima Vortis  | Atsushi Yamaguchi (1/0), Andre (17/2), Yūji Ishikawa (7/0), Jun Ideguchi (27/1), Noriaki Tsutsui (1/0), Akira Ōba (35/3), Jorginho (34/8), Akira Itō (42/1), Takehiro Hayashi (1/0), Yasuaki Ōshima (23/2), Kōji Kataoka (28/2), Yasutaka Kobayashi (32/8), Yūki Ishida (37/1), Yūki Fuji (3/0), Yūya Hikichi (38/1), Tadahiro Akiba (21/1), Toshiaki Haji (46/9), Ryūnosuke Okamoto (16/0), Kensaku Ōmori (18/0), Torashi Shimazu (23/0), Kim Wi-man (42/1), Takuto Koyama (14/0), Yōhei Taniike (6/0), Shigeki Tsujimoto (18/0), Ryōsuke Amō (20/0), Yūya Onoe (21/0), Kim Sang-woo (7/1), Norio Takahashi (24/0), Jun Tamano (34/2), Shōgo Nishikawa (8/0), Yūhei Ono (7/0) |
| Ehime FC          | Keisuke Hada (10/0), Ken’ichi Yagara (6/1), Shingo Hoshino (40/1), Kōichi Kawai (3/0), Tomoya Kanamori (46/0), Kazuhisa Hamaoka (31/1), Kenta Kawai (2/0), Yutaka Kaneko (2/0), Toshirō Tomochika (2/0), Eigo Sekine (15/1), Hironori Saruta (10/1), Ryōta Moriwaki (42/3), Shūichi Akai (29/2), Kiyotaka Ishimaru (31/1), Ken’ichi Ego (31/2), Yūya Nagatomi (26/1), Hikaru Hironiwa (7/0), Ryōji Kawamoto (14/0), Hirokazu Ōtsubo (15/0), Hideto Inoue (45/0), Yūki Tamura (36/3), Yōjirō Takahagi (44/3), Kōichi Hashigaito (1/0), Minoru Suganuma (45/11), Kōhei Matsushita (32/2), Kengo Kawamata (2/0), Tōru Chishima (18/1), Toshiya Tanaka (47/14), Yūsuke Kawakita (24/0), Yūzō Minami (14/1) |
| Sagan Tosu        | Junnosuke Schneider (31/0), Shōta Koide (6/0), Hidenori Katō (27/0), Kazuya Iio (25/2), Kim Yoo-jin (40/3), Hiromasa Suguri (14/1), Takeshi Hamada (41/4), Yoon Jong-hwan (41/2), Takaaki Suzuki (24/2), Yūji Miyahara (9/0), Tatsunori Arai (36/23), Megumu Yoshida (14/0), Yoshiki Takahashi (47/4), Daisuke Yano (3/0), Hiroshi Tetsuto (3/0), Keiji Takachi (38/4), Yoshiya Takemura (3/0), Hiroshi Narazaki (8/0), Takayuki Yamaguchi (39/3), Asuka Tateishi (1/0), Yū Etō (29/2), Masamitsu Kobayashi (11/0), Yoshihito Fujita (23/4), Toyoki Hasegawa (39/1), Kōji Hirose (35/4), Takuma Hidaka (2/0), Tatsuya Kamohara (13/0), Toshimitsu Asai (14/0), Masatoshi Mihara (2/0), Kiyohiro Hirabayashi (2/0), Kenji Tanaka (3/0), Jun’ya Yamashiro (47/3)                                                                   |

## Statistik

### Tabelle
| Pl.                    | Verein               | Sp. | S  | U  | N  | Tore    | Diff. | Punkte |
| ---------------------- | -------------------- | --- | -- | -- | -- | ------- | ----- | ------ |
| 1.                     | Yokohama FC          | 48  | 26 | 15 | 7  | 061:320 | +29   | 93     |
| 2.                     | Kashiwa Reysol (A)   | 48  | 27 | 7  | 14 | 084:600 | +24   | 88     |
| 3.                     | Vissel Kōbe (A)      | 48  | 25 | 11 | 12 | 078:530 | +25   | 86     |
| 4.                     | Sagan Tosu           | 48  | 22 | 13 | 13 | 064:490 | +15   | 79     |
| 5.                     | Vegalta Sendai       | 48  | 21 | 14 | 13 | 075:430 | +32   | 77     |
| 6.                     | Consadole Sapporo    | 48  | 20 | 12 | 16 | 077:670 | +10   | 72     |
| 7.                     | Tokyo Verdy 1969 (A) | 48  | 21 | 8  | 19 | 069:750 | −6    | 71     |
| 8.                     | Montedio Yamagata    | 48  | 17 | 14 | 17 | 068:570 | +11   | 65     |
| 9.                     | Ehime FC (N)         | 48  | 14 | 11 | 23 | 051:630 | −12   | 53     |
| 10.                    | Mito HollyHock       | 48  | 14 | 9  | 25 | 048:690 | −21   | 51     |
| 11.                    | Shonan Bellmare      | 48  | 13 | 10 | 25 | 061:870 | −26   | 49     |
| 12.                    | Thespa Kusatsu       | 48  | 9  | 15 | 24 | 054:860 | −32   | 42     |
| 13.                    | Tokushima Vortis     | 48  | 8  | 11 | 29 | 043:920 | −49   | 35     |
| Stand: Ende der Saison |                      |     |    |    |    |         |       |        |

| (A) | Absteiger aus der J.League Division 1 2005: Kashiwa Reysol, Tokyo Verdy 1969, Vissel Kōbe |
| (N) | Neuling aus der Japan Football League 2005: Ehime FC                                      |

### Relegation
In der Relegation um einen Platz in der Division 1 für die kommende Saison traf Avispa Fukuoka als Tabellensechzehnter auf Vorjahresabsteiger Vissel Kōbe, Dritter der Division 2. Zum zweiten Mal in Folge setzte sich hierbei der Zweitligist durch; nach einem 0:0 im Hinspiel in Kōbe profitierte Vissel durch ein 1:1 in Fukuoka von der erst letztes Jahr neu eingeführten Auswärtstorregel.

#### Hinspiel
| Paarung        | Vissel Kōbe – Avispa Fukuoka |
| Ergebnis       | 0:0                          |
| Datum          | 6. Dezember 2006             |
| Stadion        | Kobe Wing Stadium, Kōbe      |
| Zuschauer      | 12.009                       |
| Schiedsrichter | Jōji Kashihara               |
| Tore           | keine                        |

#### Rückspiel
| Paarung        | Avispa Fukuoka – Vissel Kōbe                      |
| Ergebnis       | 1:1 (0:0)                                         |
| Datum          | 9. Dezember 2006                                  |
| Stadion        | Hakatanomori Stadium, Fukuoka                     |
| Zuschauer      | 13.102                                            |
| Schiedsrichter | Yūichi Nishimura                                  |
| Tore           | 0:1 Yūsuke Kondō (60.), 1:1 Takanori Nunobe (84.) |